# 萬福寺 (徳島市)
萬福寺（まんぷくじ）は、徳島県徳島市吉野本町にある真言宗大覚寺派の寺院である。山号は寶珠山。本尊は聖観音。
新四国曼荼羅霊場77番札所。阿波秩父観音霊場29番札所。徳島二十四ヶ所地蔵霊場17番札所。徳島七福神霊場・弁財天。
ご詠歌：後の世を　うくるぞうれし　万福寺　歩みを運ぶ　身こぞたのもし

## 歴史
830年（天長7年）7月7日に淳和天皇の御代に弘法大師（空海）は辯財秘密護摩を焚き、結界にこの灰を持って辯天像を造り、十八天女像と共に安置したと云われている。現在では秘佛となり、商売繁盛・縁結びにその力が使われているとされている。
寺伝によれば、平安時代前期の貞観年間（859年 - 877年）に円珍（智証大師）が開創したとされる。
戦国時代は権力の移り変わりに翻弄され、受難が続く寺であったと云われている。1945年（昭和20年）の太平洋戦争の戦火で堂宇、山門、庫裏等が燃え尽きた。敗戦後、20年で本堂再建に進んだ。

## 前後の札所
新四国曼荼羅霊場
76 観音院 ---- 77 萬福寺 ---- 78 東宗院
阿波秩父観音霊場
28 東照寺 ---- 29 萬福寺 ---- 30 妙福寺

## 交通
- JR「徳島駅」より徒歩で約15分。
- 徳島自動車道「徳島インターチェンジ」より車で約10分。